# Herman Erbé
Herman Erbé (Amsterdam, 1949) is een Nederlandse zanger en liedjesschrijver.

## Loopbaan
Erbés eerste soloalbum, De Potsenmaker, verscheen in 1975. Van 1981 tot 1997 vormde hij samen met Joseph Custers het duo Circus Custers.
In 1992 ontving Erbé een Edison.
Na het spelen met diverse muzikanten en gezelschappen ging hij aan het werk met toetsenist-componist Co Vergouwen. Met muzikanten David de Marez Oyens, Tim Langedijk en Mark Eshuis namen ze in 2009 de cd Zoenen van Chocola op. Op de hoes staat een werk van kunstenaar Wouter Stips.